# Michele Cabalario
Michele Cabalario (in greco Μιχαήλ Καβαλλάριος?; ... – 1277) è stato un generale e nobile bizantino. Nel 1277 circa fu megas konostaulos (comandante dei mercenari latini). Insieme al megas stratopedarches Giovanni Sinadeno, guidò un esercito bizantino contro Giovanni I Ducas di Tessaglia, ma fu sconfitto nella battaglia di Farsalo e morì poco dopo per le ferite riportate.